# Le Select
Le Select è una brasserie di Parigi, situata nel Boulevard du Montparnasse.

## Storia
Venne fondata nel 1923 e fu, insieme a Le Dôme, La Rotonde, La Coupole e alla Closerie des Lilas, uno dei caffè di artisti e intellettuali che animarono la vita di Montparnasse tra le due guerre mondiali ed ebbe un ruolo significativo nella cultura bohémienne del tempo.
Tra i clienti abituali della brasserie si ricordano Francis Scott Fitzgerald, Henry Miller, Ernest Hemingway, Simone de Beauvoir, T. S. Eliot e Pablo Picasso.